# Beatrice d'Aragona
Beatrice d'Aragona (Napoli, 16 novembre 1457 – Napoli, 23 settembre 1508) fu regina d'Ungheria dal 1475 al 1490 e in seconde nozze fino al 1500.

## Biografia
Era la figlia minore di Ferdinando I, re di Napoli, e della sua prima moglie, Isabella di Chiaromonte. Essendo la sorella più bella e più giovane, Beatrice fu chiesta in sposa con insistenza dal duca di Ferrara Ercole d'Este, il quale, non accontentato da re Ferrante, dovette infine ripiegare sulla sorella maggiore Eleonora. Per Beatrice fu invece scelto il re d'Ungheria Mattia Corvino. Si pensa che le nozze fossero stabilite in concomitanza con quelle della sorella maggiore, nel 1473, ma per vari motivi Beatrice intraprese il suo viaggio verso l'Ungheria solo sul finire del 1475. 

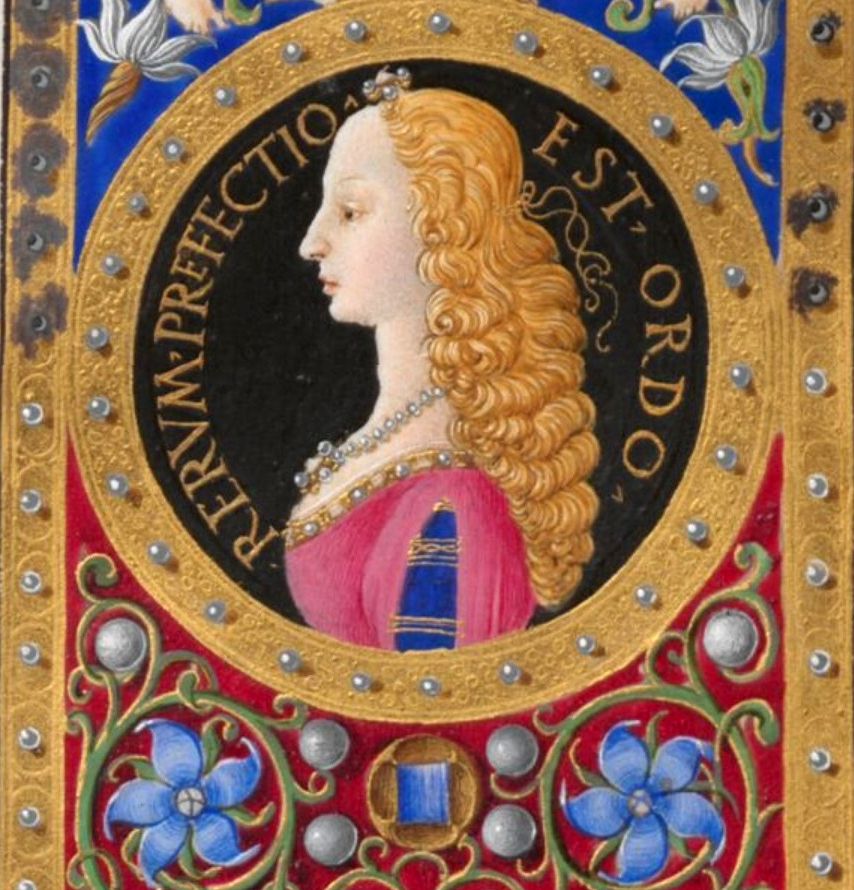
Miniatura presunta di Beatrice.

Nell'attesa, intraprese una relazione sentimentale con un giovane paggio, Ramiro Villaracuto, strangolato poi nel 1475 dopo essere stato sorpreso nel suo letto, o così almeno tramandano i Successi tragici et Amorosi di Silvio Ascanio Corona. Del suo aspetto fisico sappiamo che ebbe capelli biondi simili a fili d'oro e che fu considerata in gioventù una donna bellissima.
La sua Incoronazione avvenne nella Chiesa dell'Incoronata, per mano dell'Arcivescovo di Napoli. Durante il suo regno fu mecenate di artisti e letterati italiani che invitò a Buda per favorire la crescita della cultura del Rinascimento anche in Ungheria. Fra le altre iniziative si deve a lei la costituzione della Biblioteca Corviniana nel castello di Visegrád dove venne costituita una delle biblioteche più importanti del suo tempo, con un grandissimo numero di volumi, seconda solo alla collezione Vaticana.
Dal matrimonio di Beatrice con Mattia Corvino non vennero figli e, dal momento che il re aveva già un figlio illegittimo, Giovanni, la causa fu attribuita alla sterilità della regina. Ella cercò di compensare chiedendo alla sorella Eleonora, viceversa fertilissima, di donarle alcuni suoi figli: la primogenita Isabella e i due maschi Ippolito e Ferrante. Fu tuttavia accontentata con l'invio del solo Ippolito nel 1485, mentre il viaggio di Ferrante, che pure avrebbe dovuto raggiungere l'Ungheria nel 1488, per qualche ragione fu annullato.

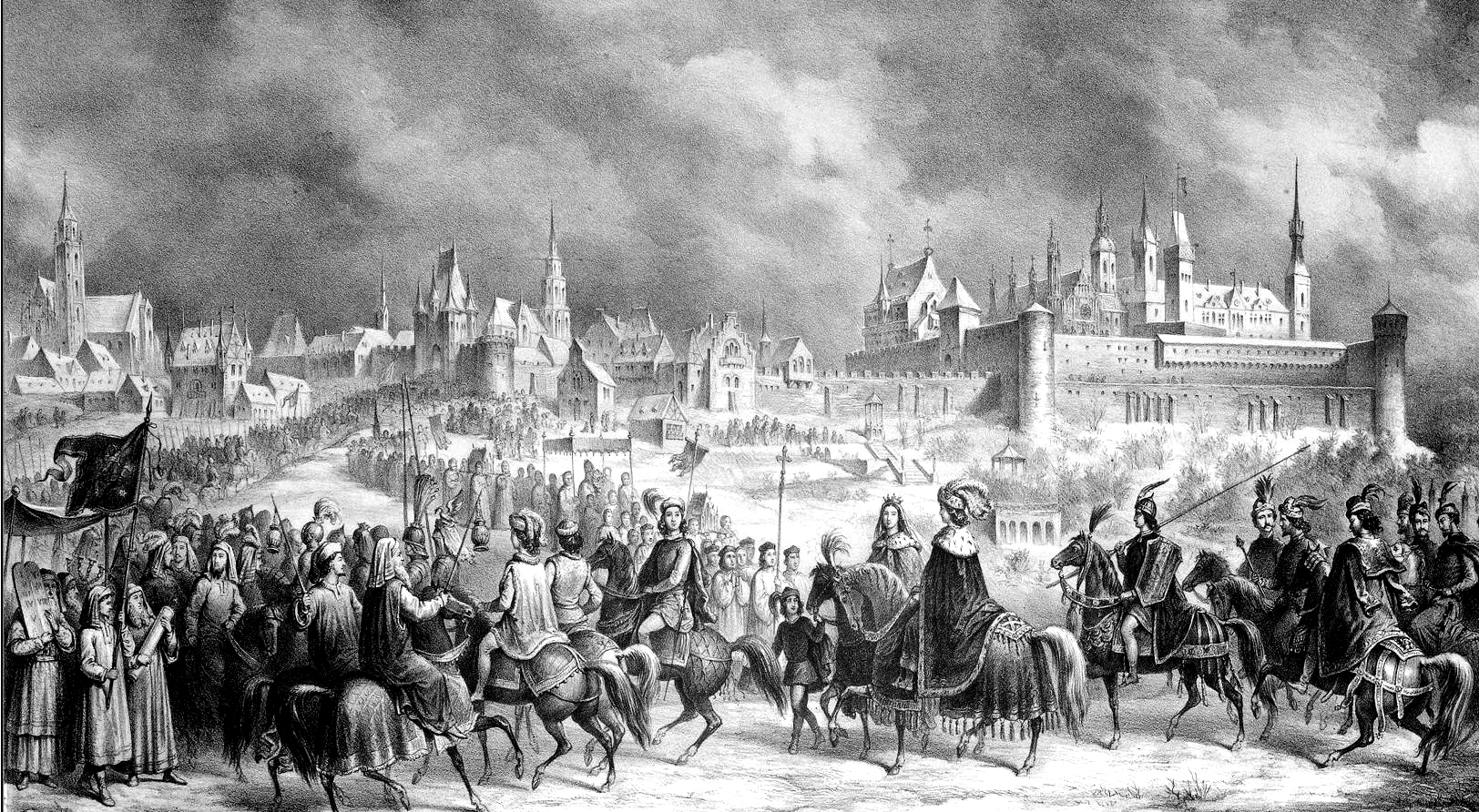
Ingresso a Buda di Mattia e Beatrice nel 1476, litografia di Vízkelety Béla, 1864.

Mattia intendeva designare quale suo successore il figlio Giovanni, ma morì improvvisamente a Vienna nel 1490. Beatrice fece in modo che la successione di Giovanni Corvino non andasse a buon fine. Nel tentativo di conservare il trono, Beatrice sposò segretamente in seconde nozze Ladislao Jagellone, re di Boemia. Il matrimonio venne celebrato il 4 ottobre 1490 in Esztergom dal vescovo Tamás Bakócz. Successivamente, nel 1492, Ladislao II chiese l'annullamento del matrimonio da parte di papa Alessandro VI. Numerosissimi furono i pretesti addotti per ottenerlo:
1. La sterilità di Beatrice, che avrebbe messo a rischio il futuro del regno e la sua successione.[2][8]
2. Il fatto che egli non avesse mai voluto sposarla, ma vi fosse stato costretto, al puro scopo di ottenere il regno.[8]
3. Un errore formale commesso, appositamente, dal vescovo nella cerimonia di matrimonio: alla domanda se volesse Beatrice per sposa, Ladislao pronuncio "ita", ossia "così", in luogo del classico "volo", "voglio": ciò rendeva invalida la procedura, poiché "ita" non era parola di rito.[8]
4. La mancata consumazione delle nozze: Ladislao giurava di non essere mai rimasto da solo con Beatrice in nessuna occasione, ma sempre in compagnia di gentiluomini e dame.[8]
5. La disonestà della vita condotta da Beatrice, che aveva già avuto altri amanti.[2][8]

Sostenuta dal padre Ferrante e dai fratelli e parenti, Beatrice si opponeva con fermezza all'annullamento, giurando e spergiurando di essere invece rimasta da sola svariate volte nella stessa camera con Ladislao di giorno e di notte per molte e molte ore, e dichiarando senza troppi pudori di avergli offerto numerosissime volte il proprio corpo, mentre non è chiaro se fosse già stata sua amante ancora vivente Mattia o se gli si fosse concessa solo una volta rimasta vedova. Nel 1500 Ladislao ottenne dal papa l'annullamento, costringendo quindi Beatrice a tornare a Napoli nel 1501, dove morì il 23 settembre 1508.

## Ascendenza
|                           |                               |                                 | Genitori                      |  |  | Nonni |  |  | Bisnonni                |  |  | Trisnonni               |  |
|                           |                               |                                 |                               |  |  |       |  |  | Ferdinando I di Aragona |  |  | Giovanni I di Castiglia |  |
|                           |                               |                                 |                               |  |  |       |  |  | Ferdinando I di Aragona |  |  | Giovanni I di Castiglia |  |
|                           |                               | Eleonora d'Aragona              |                               |  |  |       |  |  | Ferdinando I di Aragona |  |  |                         |  |
| Alfonso V d'Aragona       |                               |                                 |                               |  |  |       |  |  | Ferdinando I di Aragona |  |  |                         |  |
|                           |                               | Eleonora d'Alburquerque         | Sancho Alfonso d'Alburquerque |  |  |       |  |  |                         |  |  |                         |  |
|                           |                               | Eleonora d'Alburquerque         | Sancho Alfonso d'Alburquerque |  |  |       |  |  |                         |  |  |                         |  |
|                           |                               | Eleonora d'Alburquerque         | Beatrice del Portogallo       |  |  |       |  |  |                         |  |  |                         |  |
| Ferdinando I di Napoli    |                               | Eleonora d'Alburquerque         |                               |  |  |       |  |  |                         |  |  |                         |  |
|                           |                               | Enrico Carlino                  | …                             |  |  |       |  |  |                         |  |  |                         |  |
|                           |                               | Enrico Carlino                  | …                             |  |  |       |  |  |                         |  |  |                         |  |
|                           |                               | Enrico Carlino                  | …                             |  |  |       |  |  |                         |  |  |                         |  |
| Gueraldona Carlino        |                               | Enrico Carlino                  |                               |  |  |       |  |  |                         |  |  |                         |  |
|                           |                               | Isabella Carlino                | …                             |  |  |       |  |  |                         |  |  |                         |  |
|                           |                               | Isabella Carlino                | …                             |  |  |       |  |  |                         |  |  |                         |  |
|                           |                               | Isabella Carlino                | …                             |  |  |       |  |  |                         |  |  |                         |  |
| Beatrice d'Aragona        |                               | Isabella Carlino                |                               |  |  |       |  |  |                         |  |  |                         |  |
|                           | Deodato II di Clermont-Lodève | Guglielmo IV di Clermont-Lodève |                               |  |  |       |  |  |                         |  |  |                         |  |
|                           | Deodato II di Clermont-Lodève | Guglielmo IV di Clermont-Lodève |                               |  |  |       |  |  |                         |  |  |                         |  |
|                           | Deodato II di Clermont-Lodève | Guillemette de Nogaret          |                               |  |  |       |  |  |                         |  |  |                         |  |
| Tristano di Chiaromonte   | Deodato II di Clermont-Lodève |                                 |                               |  |  |       |  |  |                         |  |  |                         |  |
|                           |                               | Isabella di Roquefeuil          | Arnaud III de Roquefeuil      |  |  |       |  |  |                         |  |  |                         |  |
|                           |                               | Isabella di Roquefeuil          | Arnaud III de Roquefeuil      |  |  |       |  |  |                         |  |  |                         |  |
|                           |                               | Isabella di Roquefeuil          | Jacquet de Combret            |  |  |       |  |  |                         |  |  |                         |  |
| Isabella di Chiaromonte   |                               | Isabella di Roquefeuil          |                               |  |  |       |  |  |                         |  |  |                         |  |
|                           |                               | Raimondo Orsini del Balzo       | Nicola Orsini                 |  |  |       |  |  |                         |  |  |                         |  |
|                           |                               | Raimondo Orsini del Balzo       | Nicola Orsini                 |  |  |       |  |  |                         |  |  |                         |  |
|                           |                               | Raimondo Orsini del Balzo       | Giovanna di Sabrano           |  |  |       |  |  |                         |  |  |                         |  |
| Caterina Orsini del Balzo |                               | Raimondo Orsini del Balzo       |                               |  |  |       |  |  |                         |  |  |                         |  |
|                           |                               | Maria d'Enghien                 | Giovanni d'Enghien            |  |  |       |  |  |                         |  |  |                         |  |
|                           |                               | Maria d'Enghien                 | Giovanni d'Enghien            |  |  |       |  |  |                         |  |  |                         |  |
|                           |                               | Maria d'Enghien                 | Sancia del Balzo              |  |  |       |  |  |                         |  |  |                         |  |
|                           |                               | Maria d'Enghien                 |                               |  |  |       |  |  |                         |  |  |                         |  |